# Мадия
Мадия (лат. Madia) — род растений семейства Астровые, включающий в себя 21 вид (всех видов, на конец XIX столетия, насчитывалось около 45). 
В других источниках указано что, на конец XIX столетия, Мадия (Madia Mol.) — род американских растений, относящихся к семейству сложноцветных (Compositae) группы Гелиантовые (Heliantheae). 
Виды Мадии распространены на западе Северной Америки и на юго-западе Южной Америки. Они представляют собой однолетние или многолетние ароматные травянистые растения с жёлтыми цветками. Вид Мадия посевная иногда культивируется, как масличное растение. Семена посевной мадии, ради которых это растение возделывается, содержат от 25 % до 35 % масла, близкого по константам к подсолнечному, и идёт в пищу, а также для технических целей. Жмых используется как корм для скота. 

## Виды
По информации базы данных The Plant List, род включает 12 видов:
- Madia anomala Greene
- Madia chilensis (Nutt.) Reiche
- Madia citrigracilis D.D.Keck
- Madia citriodora Greene
- Madia elegans D.Don ex Lindl.
- Madia exigua (Sm.) A.Gray
- Madia filipes A.Gray
- Madia glomerata Hook.
- Madia gracilis (Sm. ex Sm.) D.D.Keck
- Madia radiata Kellogg
- Madia sativa Molina — Мадия посевная — однолетнее масличное растение[2][3] родом из Чили, где возделывалось еще до открытия Америки; на европейском континенте возделывается редко[1].
- Madia subspicata D.D.Keck